# بوبي شو
بوبي شو (بالإنجليزية: Bobby Shaw)‏ هو لاعب كرة قدم أمريكية أمريكي، ولد في 23 أبريل 1975 في سان فرانسيسكو في الولايات المتحدة.

## وصلات خارجية
- بوبي شو على موقع مرجع كرة القدم المحترفة.كوم (الإنجليزية)